# 白津山
白津山（しらつやま）とは、秋田県北秋田市と能代市にまたがる山である。北秋田市合川中学校校歌の2番で白津山が「白津の山の脈 うるわし四季の色 ますぐにのびる 杉のたくまし おおわが合川中学校 おおわが合川中学校」と歌われているように、旧合川町のシンボル的な山である。

## 白津山正法院

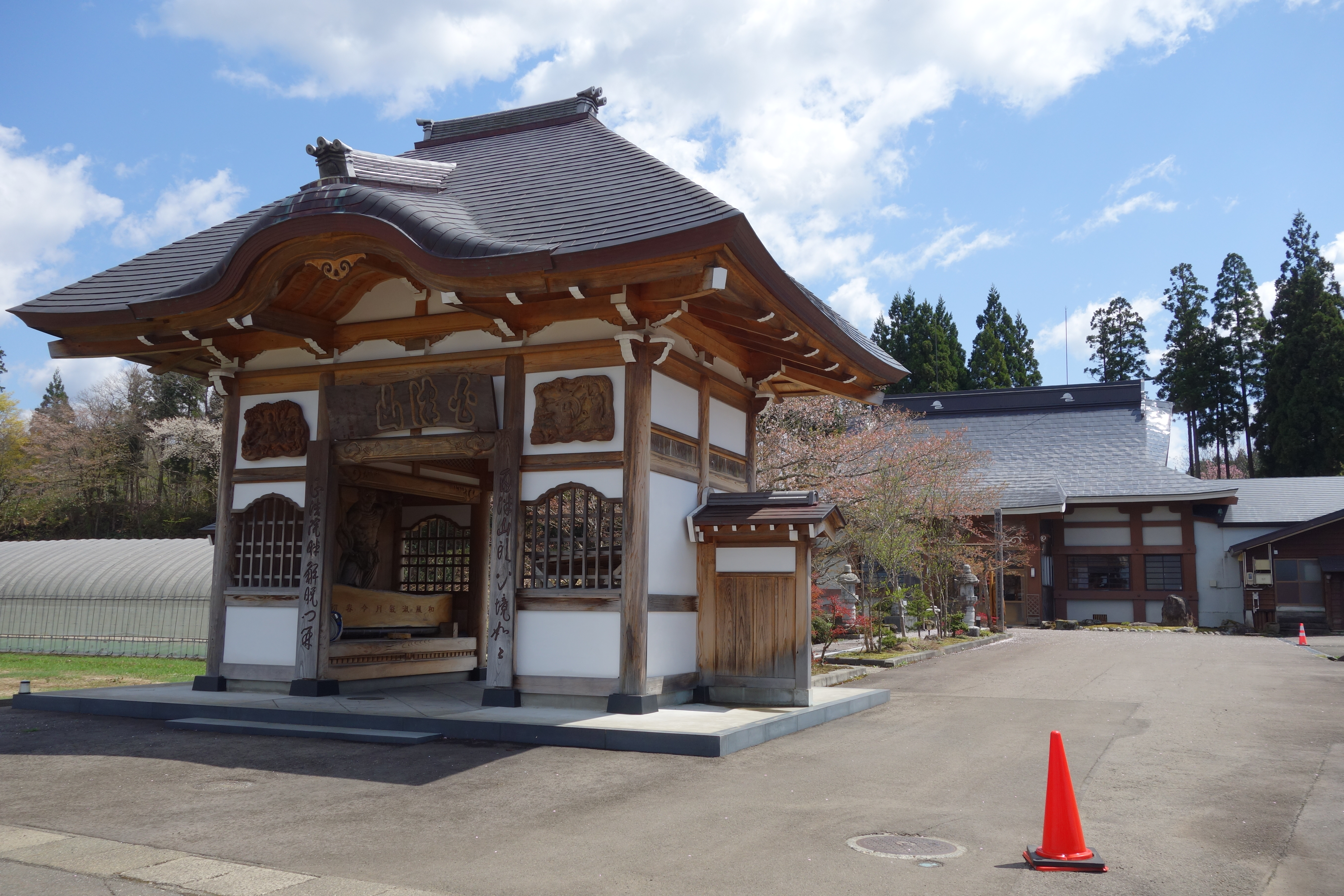
現在の白津山正法院 山門と本殿
向かって右に大仏殿がある

北秋田市鎌沢字家ノ南45にある曹洞宗寺院の正法院は「鎌沢の大仏」で有名であるが、正法院の山号は白津山で、元々は白津山の山頂付近に寺院があったと言われる。白津山の修験道の行者が山岳仏教から民間仏教へ移行し、山を下って沢羽立から三里五輪岳に移り、地域住民の要請で現在地に移され、1657年（明暦3年）沖田面の福昌寺4世安室舜泰大和尚を開山のため勧請し開創された。
『房住山昔物語』によれば房住山の大施主である翁面（現上小阿仁村沖田面）の高倉長者の実子は釜ヶ沢（現北秋田市鎌沢）に住み、この一帯を小兄ヶ沢と称した。1134年（長承3年）に小阿仁の山中（現能代市濁川と三種町の堺。濁川は当時小阿仁に属していた)に梵字宇山（房住山）大幢寺があった。大幢寺は山本郡や北秋田郡の両郡にわたって里寺がいくつもあった霊場であった。阿仁の大施主等は地蔵尊を阿仁沢に作って欲しいと申し出てそれがかなった。
口伝によると、峠を300mほど合川側に下ると道の南側方向への小道がある。そこを少し進むと標高248mのピーク（写真では白津山の左にあるピーク）の東側に白津山正法院の昔の寺蹟ではないかと言われる場所がある。その部分だけが20度ほどの緩斜面になっていて、10mほどの幅がある。右は急崖になっていてその上が嶺らしい。左は斜面が急に落ち込んでいる。しかし、発掘調査を試みようとしても植林された杉の根がからまって果たせなかった。

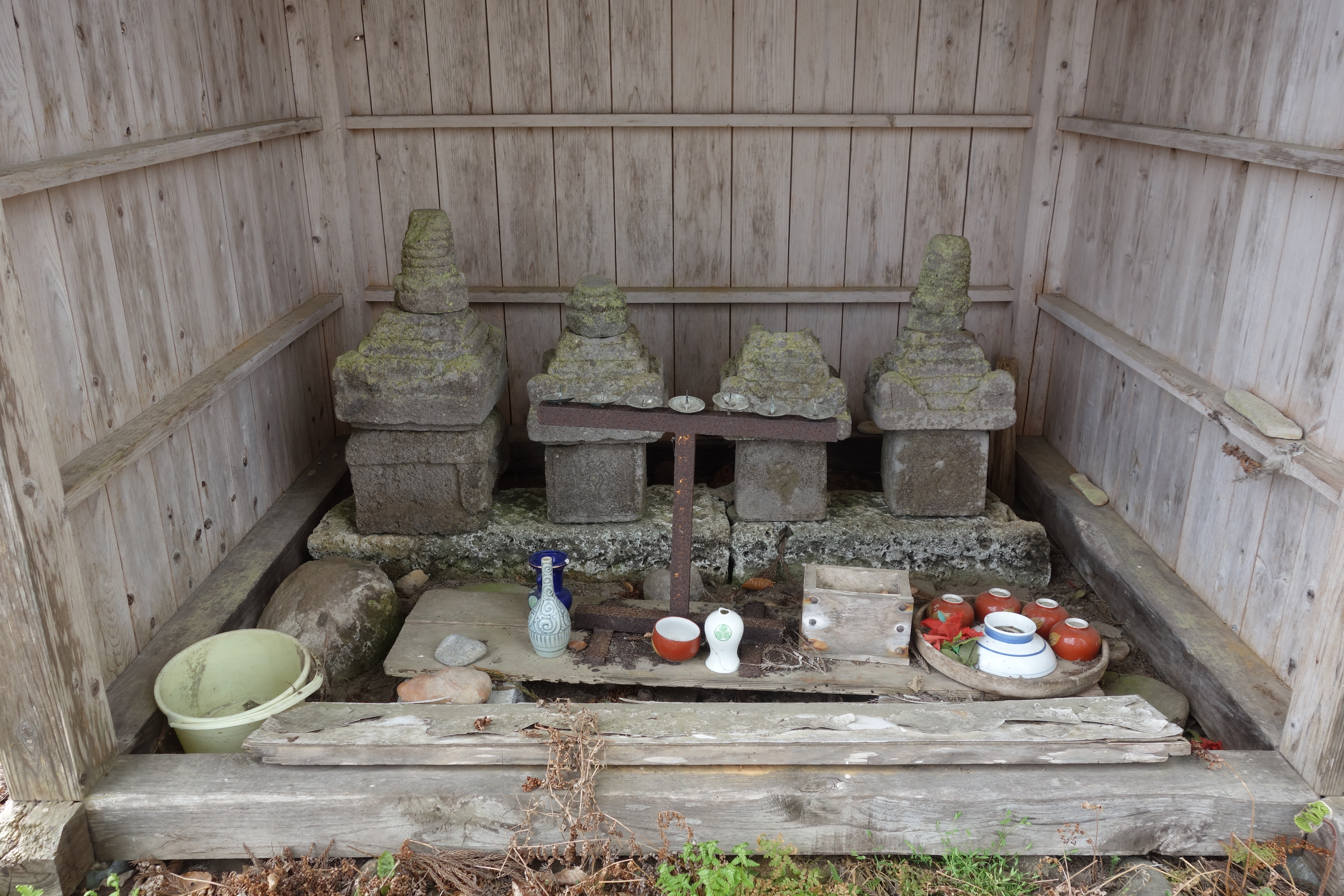
北秋田市三里にある宝篋印塔

北秋田市合川町三里には4基の宝篋印塔がある。明治30年代石川理紀之助は適産調の際『旧跡考』の下阿仁村の部の中で「五輪台の墓標」と題して、スケッチを添えて文章を残している。「三里の西の山根なる畑中に有り。白津山正法院といひし寺跡なりと言伝ふ。白津山とは本山山本郡界の山地といふ。高白津山ともいふ」と記している。北秋田市のサイトでは「この場所に、今は鎌沢集落にある白津山正法院があったという説がありますが、残念ながらはっきりとした証拠はありません。」としている。

## 民話

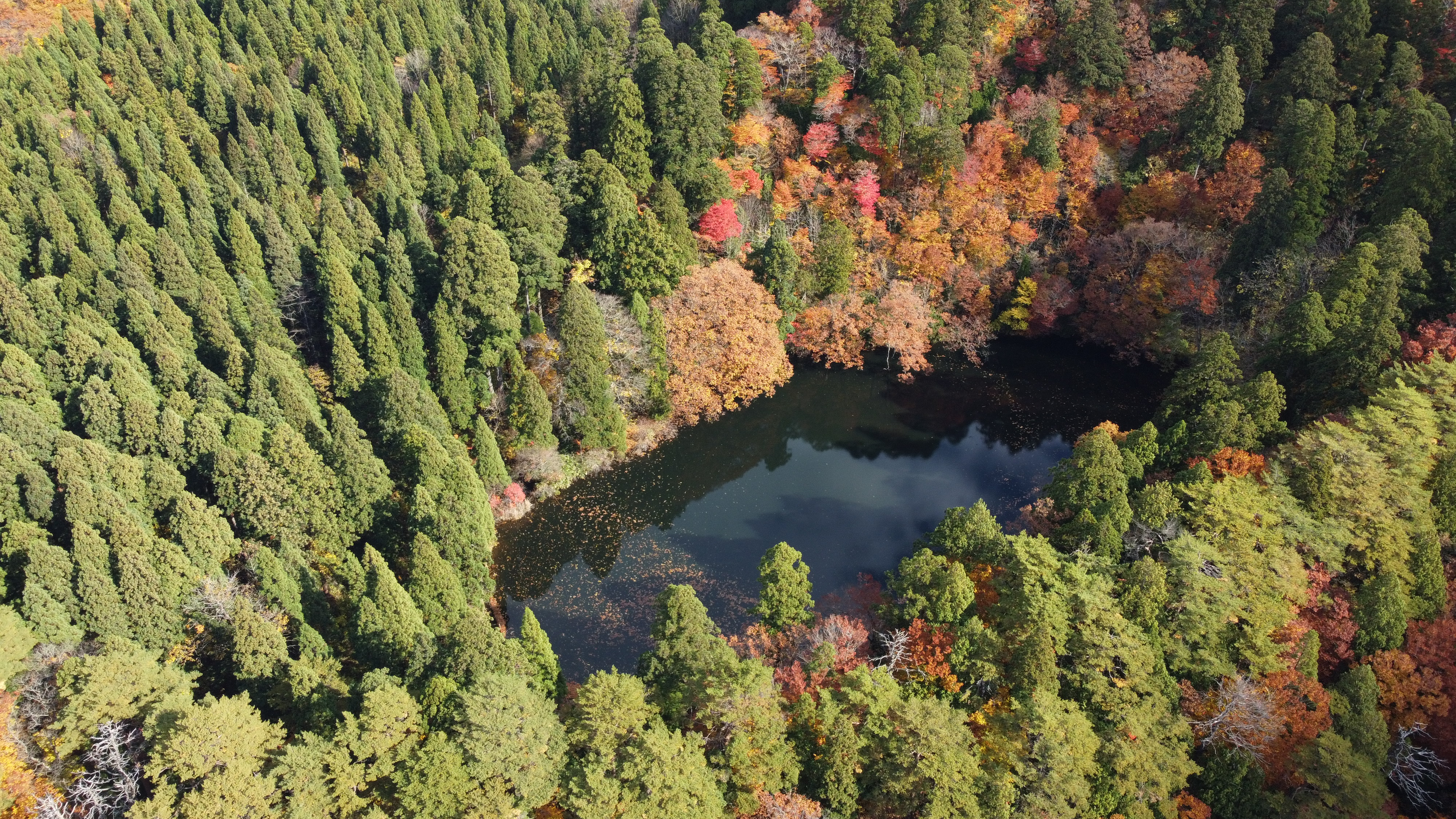
伝説が語られる田代潟は白津山の中腹にある
沼の南部（画面では左上）の杉林の中に白藤神社がある

昔、山本郡森岳の山口に池内角左衛門という長者がいた。この家には藤子、竜子という仲の良いふたりの若い女中が使われていた。藤子は機織（東能代駅前付近）の生まれで色白で人並み優れた美人。竜子は鷹巣村の出身で、たいそう気立てのやさしい娘であった。近郷近在の若者は藤子に言い寄るものの、藤子はそれをうけながし、脇目もふらず働く娘であった。ところが、そのうち一日の仕事が終わり夕食の後片付けがすむと、決まって毎晩のように屋敷から姿を消すようになった。それでも、翌朝になると早くから起きて変わりなく働いているので、どこに何をしに行くのか誰も知るものはいなかった。このことが若者たちの噂になり、若者2、3人が藤子の後をつけた。藤子は足が速く若者たちはまたたく間に藤子の姿を見失った。
こうしたことが2、3度続けられた。藤子は白津山山麓にある田代潟まできて、ここで汗をふき着物の崩れや髪の乱れを直し、女らしい身支度をととのえるのだった。白津山の山頂には正法院という寺があった。そこに、一人の若い美男の修験者がいた。藤子はこの修験者に恋をしていた。しかし、この修験者は道心堅固な行者であったので、毎夜通ってくる藤子のささやきにも耳をかたむけようとしなかった。ある夜のこと、かたくなな男心に恋も叶わぬものと世をはかなんで、湖底に身を沈めてしまった。それから間もなく、主家に帰らぬ藤子について噂が若者に広がった。「藤子は白津山の正法院の若い僧と夜ごとの逢瀬を楽しんで家へ帰るのを忘れたのだ」これを聞いた竜子は、藤子の身を心配して主人の許しを得て白津山の正法院を訪れ、若い修験者から藤子が自殺をしたことを聞き、主家に帰ってから一部始終を主人に話した所、主人は藤子を哀れに思い、湖畔に弁財天をご神体とする白藤神社を建立して藤子の霊を慰めてやった。

## 白津山の交通
白津山の峠道は現能代市（旧二ツ井町）田代と旧合川町の往来の道であった。1647年（正保4年）の『出羽一国絵図』にはこの峠道が記されている。1730年（享保15年）の『村名唱文字替覚』には「只今迄秋田郡此度山本郡田代村」とある。久保田藩は秋田郡小阿仁郷であった田代村を山本郡に編入したことが推測できる。「宗門人別帳」には田代村の人々の所属寺院が記載されているが、沖田面の福昌寺、杉花の常光寺、鎌沢の正法院ともに、田代村の檀信徒を抱えている。現代でも小阿仁地区の血縁関係を尋ねてみると、田代村との婚姻関係を語る者が多い。田代では正法院の檀家が最も多く、続いて福昌寺の檀家が少しある。
現在の峠道は林道になっており、写真では白津山と一つ左のピークの鞍部に峠がある。これは峰越林道と呼ばれ、1981年（昭和56年)5月25日に開通したもので、この日、郡境付近でテープカットが行われた。

## 白津山を通った人たち

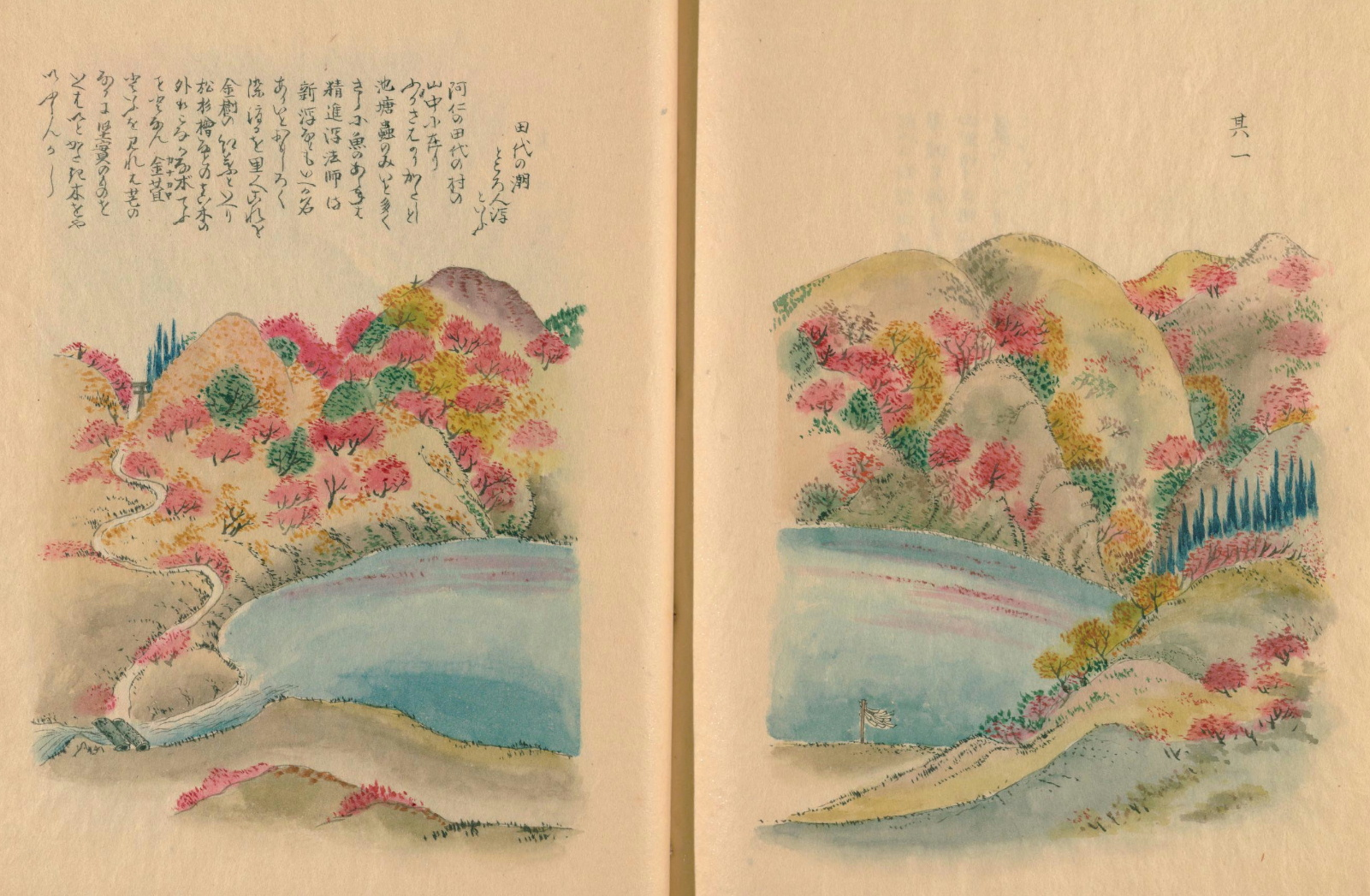
菅江真澄による田代潟

菅江真澄は1805年（文化2年）に、川井村の斎藤宅に在ったが、9月7日に案内人を頼んで羽根山沢から白津山を超えて田代村に向かった。彼は日記『みかべのよろい』にそれを記載している。
阿仁の紅葉も見たいが、昨年の秋に見ているので、このたびは白乳山にのぼり田代山にも分け入ることにして出発した。朝、川を渡り出てきた川井村を振り返って見た。羽根山の部落を経て、沢羽立という部落を左手に見て、陰の沢（欠田沢？）という山道を登ってゆくと、七段坂というところがあった。昔、琵琶法師が道をたどりながら口ずさんで、七段まで語ると坂を登り終わったという伝説がある。白地山に登ると、大峡小峡いちめんに杉が群立って深く茂る中に、薄く濃く紅葉し、また時雨を待つ枝なども混じって、その美しさは言いようもない。森吉が岳には雪がわずかばかり降り始めており、陸奥の栗駒山か岩手山か、頂の雪がしろじろと遠く見え、森吉の左手の尾根からあらわれていた。
解説の内田武志は「栗駒も岩手山も米代川流域から見えぬ」としているが、実際には白津山山頂付近から岩手山は森吉山の少し左に山頂が見える。菅江真澄は田代潟と「澤はたち（羽立沢）」の絵図を描いている。澤はたちの絵図には「阿仁の羽根山邑の奥に澤波多地とて幽なる山里あり。白地山にのぼる麓にして、もともおかしきところ、もみつるころはさらなり」という添文がある。現在の林道があるのは春慶沢で、菅江真澄がのぼった欠田沢はその手前の沢である。地形図には道がついているが、現在は刺草が生え茂り歩くのは困難である。
秋田戦争では仁鮒村から秋田藩の十二所隊等の小野寺隊、茂木隊の約400名が田代村からの道案内を先頭に白津の山越えをした。1868年8月27日、十二所隊等は早朝出立して仁鮒から田代村に出た。茂木筑後、小野寺主水は27日に田代村に宿を取り、28日に米内沢に達し七日市村から入寇の南部藩兵を防ぐ。その後、部隊は大野台で敵の斥候1名を討ち取っている。

## 登山

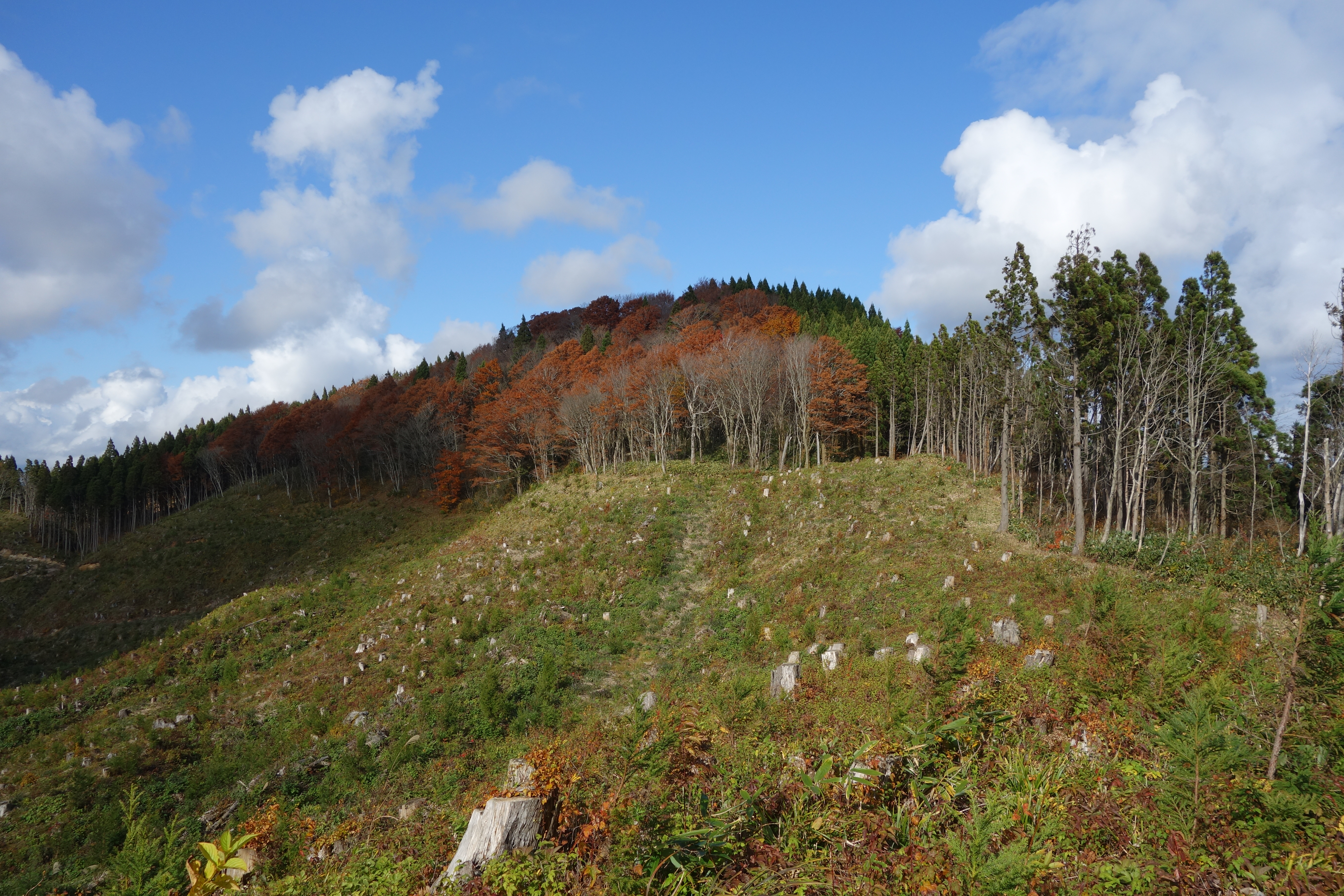
白津山近景

旧合川町と旧二ツ井町を結ぶ林道の最高点付近から北にヤブの道を峰伝いに移動すると、徒歩約0.7kmで山頂に到達する。
山頂は平坦な杉の造成地になっており、現在はヤブ化が進んでいるが、昭和63年度の点の記によると二等三角点「仁鮒」があり、その南には複数のベンチがあったことが記録されている。